# كريستين جيمس
كريستين جيمس (بالإنجليزية: Christine James)‏ هي عالِمة وكاتِبة وشاعرة بريطانية، ولدت في فبراير 1954 في Tonypandy ‏ في المملكة المتحدة.